# Diadegma lyonetiae
Diadegma lyonetiae är en stekelart som först beskrevs av Henry Lorenz Viereck 1925.  Diadegma lyonetiae ingår i släktet Diadegma och familjen brokparasitsteklar. Inga underarter finns listade i Catalogue of Life.